# Литот-Лотоцкий, Яков Николаевич
Яков Николаевич Литот-Лотоцкий (иногда — Литот-Литоцкий; 23 октября (4 ноября) 1869 — после 1920) — генерал-майор Российской императорской армии; участник Русско-японской войны и Первой мировой войны, кавалер ордена Святого Георгия 4-й степени и Георгиевского оружия. После октябрьской революции служил сначала в армии Украинской державы, где получил чин генерал-хорунжего, а затем перешёл в Белую армию.

## Биография
Родился 23 октября 1869 года в Волынской губернии в крестьянской семье. В 1889 году окончил Холмскую гимназию и 11 июля того же года поступил на службу в Российскую императорскую армию.
В 1891 году окончил Чугуевское пехотное юнкерское училище, из которого выпущен в 66-й пехотный Бутырский полк. Вскоре получил чин подпоручика со старшинством с 1 сентября 1891 года. Произведён в поручики со старшинством с 1 сентября 1895 года. 22 октября 1900 года произведён в штабс-капитаны со старшинством с 6 мая того же года. Окончил Офицерскую стрелковую школу с оценкой «успешно».
Принимал участие в Русско-японской войне. 28 марта 1905 года произведён в капитаны со старшинством с 1 сентября 1903 года и переводом в 65-й пехотный Московский Его Величества полк. 26 августа 1912 года произведён в подполковники.
Во главе одного из батальонов своего полка принял участие в Первой мировой войне. За отличие в боях приказом главнокомандующего армиям Юго-Западного фронта от 24 ноября 1914 года, Высочайше утверждённым 3 февраля 1915 года, награждён орденом Святого Георгия 4-й степени:
За то, что в бою 14-го августа 1914 года у дер. Тарнаватки, когда были оставлены некоторые из наших позиций на высотах к югу от названной деревни, что вызвало неизбежное отступление наших войск по всему фронту, с вверенным ему батальоном, под сильным огнем продолжал удерживать тактический ключ позиции в течение всего дня, и тем дал возможность нашим войскам своевременно отойти и окопаться на новых позициях, предотвратив в то же время прорыв линии наших войск.
31 декабря 1914 года «за боевые отличия против неприятеля» произведён в полковники со старшинством с 14 августа 1914 года. 7 апреля 1915 года назначен командиром 149-го пехотного Черноморского полка. За отличия в майских боях 1915 года приказом командующего 10-й армией, Высочайше утверждённым 29 сентября 1915 года, награждён Георгиевским оружием:
За то, что командуя полком в боях у гор. Шавли с 7-го по 13-е мая 1915 года, захватил позицию противника на высоте 68,2 у ф. Бубье и удерживал ее в течение 5-ти дней, отражая многократные атаки немцев. 13-го мая штыковым боем овладел д. Лушке и ф. Бубье, захватив в плен 2-х офицеров, 99 нижних чинов и 1 пулемет.
26 сентября 1916 года даровано старшинство в чине полковника с 14 августа 1912 года. 25 апреля 1917 года назначен командующим 183-й пехотной дивизией. 3 июня 1917 года получил чин генерал-майора.
В 1918 году поступил на службу в армию Украинской державы, где получил чин генерал-хорунжего и был назначен помощником командира 16-й пехотной дивизии. После падения гетманата перешёл на службу в Белую армию, служил в Вооружённых силах Юга России. 10 октября 1919 года назначен комендантом города Николаева. С декабря 1919 по январь 1920 года служил в войсках Новороссийской области Вооружённых сил Юга России.
После эвакуации частей войск Новороссийской области остался в Одессе. Репрессирован советскими властями. Был женат на Таисии Ивановне (Орловской), имел сына Евгения (род. 1907). Жена, сын и мать успели эвакуироваться в Варну.

## Награды
Яков Николаевич Литот-Лотоцкий был награждён следующими наградами:
- Орден Святого Георгия 4-й степени (3 февраля 1915);
- Георгиевское оружие (29 сентября 1915);
- Орден Святого Владимира 3-й степени с мечами (8 января 1916);
- Орден Святого Владимира 4-й степени с мечами и бантом (18 января 1915);
- Орден Святой Анны 2-й степени (15 марта 1909, с 20 января 1909); мечи к ордену (6 августа 1915);
- Орден Святой Анны 3-й степени (утверждён 27 апреля 1907); мечи и бант к ордену (17 мая 1916);
- Орден Святого Станислава 2-й степени (утверждён 17 марта 1907); мечи к ордену (1 апреля 1915);
- Орден Святого Станислава 3-й степени (1 августа 1902); мечи и бант к ордену (1 декабря 1916).